# Homaloptera wassinkii
Homaloptera wassinkii är en fiskart som beskrevs av Bleeker, 1853. Homaloptera wassinkii ingår i släktet Homaloptera och familjen grönlingsfiskar. Inga underarter finns listade i Catalogue of Life.